# Встреча святого Эразма и святого Маврикия
«Встреча святого Эразма и святого Маврикия» — одно из самых значимых произведений Маттиаса Грюневальда, созданное по заказу Альбрехта Бранденбургского в период между 1520 и 1524 годами, и предназначавшееся для нового кафедрального собора в Галле.

## Встреча двух континентов
Гордо выпрямившись, в роскошном архиепископском облачении стоит слева святой Эразм. Он держит в правой руке атрибут своего мученичества — ворот, обмотанный внутренностями, вырванными мучителями из его тела. Напротив него стоит святой Маврикий в серебряных латах. Он обращается к святому Эразму подняв свою, облачённую в белую перчатку, руку. Маврикий, который, по преданию, был предводителем так называемого «Фиваидского легиона», первого в Риме легиона, в котором служили исключительно христиане. Этот легион располагался в Фивах в Египте и был истреблён в Швейцарии в долине реки Роны из-за отказа принять участие в наказании единоверцев из числа местного населения. Позади Эразма стоит седой аббат, учёный, советник архиепископа. Позади Маврикия — его солдаты. Позы, движения, одеяния, выражения лиц и краски четырёх фигур, изображённых на картине, характеризуют различных представителей средневекового общества. Предводитель духовенства Европы встречается с предводителем солдат Африки.
У ног фигур художник поместил вышитые гербы владений Альбрехта Бранденбургского, который сочинил программу этого произведения. В свою резиденцию в Галле он перенёс мощи Святого Эразма и популяризировал его культ. Покровителем Галле считался Святой Маврикий, второй главный персонаж картины. Опираясь на меч, Маврикий словно предлагает свою помощь и своё оружие. Не исключена возможность, что в те годы искавший союза с рыцарством архиепископ Альбрехт пожелал отразить эти идеи в картине, доступной для обозрения в бывшей монастырской церкви в Галле, но настоял на выражении примата духовной власти над светской. Картину отличает живописное мастерство художника: игра рефлексов, гармония золотистых, красных, серебристо-голубых тонов.

## Интересные факты

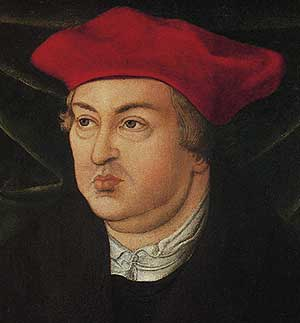
Лукас Кранах. Портрет Альбрехта Бранденбургского. 1543. Дерево, масло. Земельный музей, Майнц

В образе святого Эразма в действительности изображён заказчик этой картины, известный по многочисленным портретам того времени Альбрехт Бранденбургский, который был в 1514 году архиепископом Майнца и Магдебурга и епископом Хальберштадта, в 1518 году стал кардиналом и позднее канцлером Священной Римской империи, фанатичный и могущественный противник Реформации. Альбрехт Бранденбургский основал в Галле Общество Святого Маврикия, для церкви которого Грюневальд, бывший с 1516 года придворным художником в Ашаффенбурге, написал это произведение. Но общество было вскоре упразднено, и Альбрехт приказал перенести картину в 1541 году в Ашаффенбург. Со дня открытия Старой пинакотеки в 1836 году картина Грюневальда находится в этом знаменитом музее.